# The Astor Tramp
The Astor Tramp est un court métrage américain de comédie réalisé par James H. White en 1899.

## Synopsis
Le film se déroule dans deux espaces. Tout d'abord, une chambre propre et aménagée dans laquelle on peut apercevoir un clochard. On pourrait se demander ce qu'il fait là. Celui-ci s'approche d'un miroir de courtoisie et il s'empare d'un flacon de parfum, en boit un peu, puis s'en asperge la tête. Ensuite, il se couche dans le lit. Arrivée dans la chambre, une bourgeoise est suivie de sa bonne. Étant sur le point de se coucher, elle se rend compte de la présence du clochard et s'affole. Un agent est amené, qui expulse violemment l'intrus. 
Deuxième lieu : la rue. Un enfant vend des journaux. Le clochard lui achète un journal puis repousse l'enfant. On le voit satisfait après avoir retiré une page du journal. On peut supposer qu'il est heureux de faire la "une" du journal.

## Fiche technique
- Titre : The Astor Tramp
- Réalisation : James H. White
- Société de production : Edison Studios
- Pays d'origine :  États-Unis
- Genre : Comédie
- Durée : 2 minutes
- Date de sortie : 1899